# O Jeong-ryong
O Jeong-ryong (kor. 오정용; ur. 9 lutego 1944 w Kooam) – południowokoreański zapaśnik walczący w stylu wolnym. Olimpijczyk z Meksyku 1968, gdzie zajął dziewiąte miejsce w kategorii do 52 kg.
Brązowy medalista mistrzostw świata w 1967 roku.

## Letnie Igrzyska Olimpijskie 1968
| Konkurencja      | Rundy eliminacyjne     | Rundy eliminacyjne            | Rundy eliminacyjne    | Rundy eliminacyjne     | Klas. końcowa |
| Konkurencja      | Przeciwnik I           | Przeciwnik II                 | Przeciwnik III        | Przeciwnik IV          | Miejsce       |
| ---------------- | ---------------------- | ----------------------------- | --------------------- | ---------------------- | ------------- |
| 52 kg styl wolny | André Gaudinot (FRA) Z | Petros Triandafilidis (GRE) Z | Shigeo Nakata (JPN) P | Nazar Albarjan (URS) P | 9.            |